# Xà lệch

Martin Rulsch

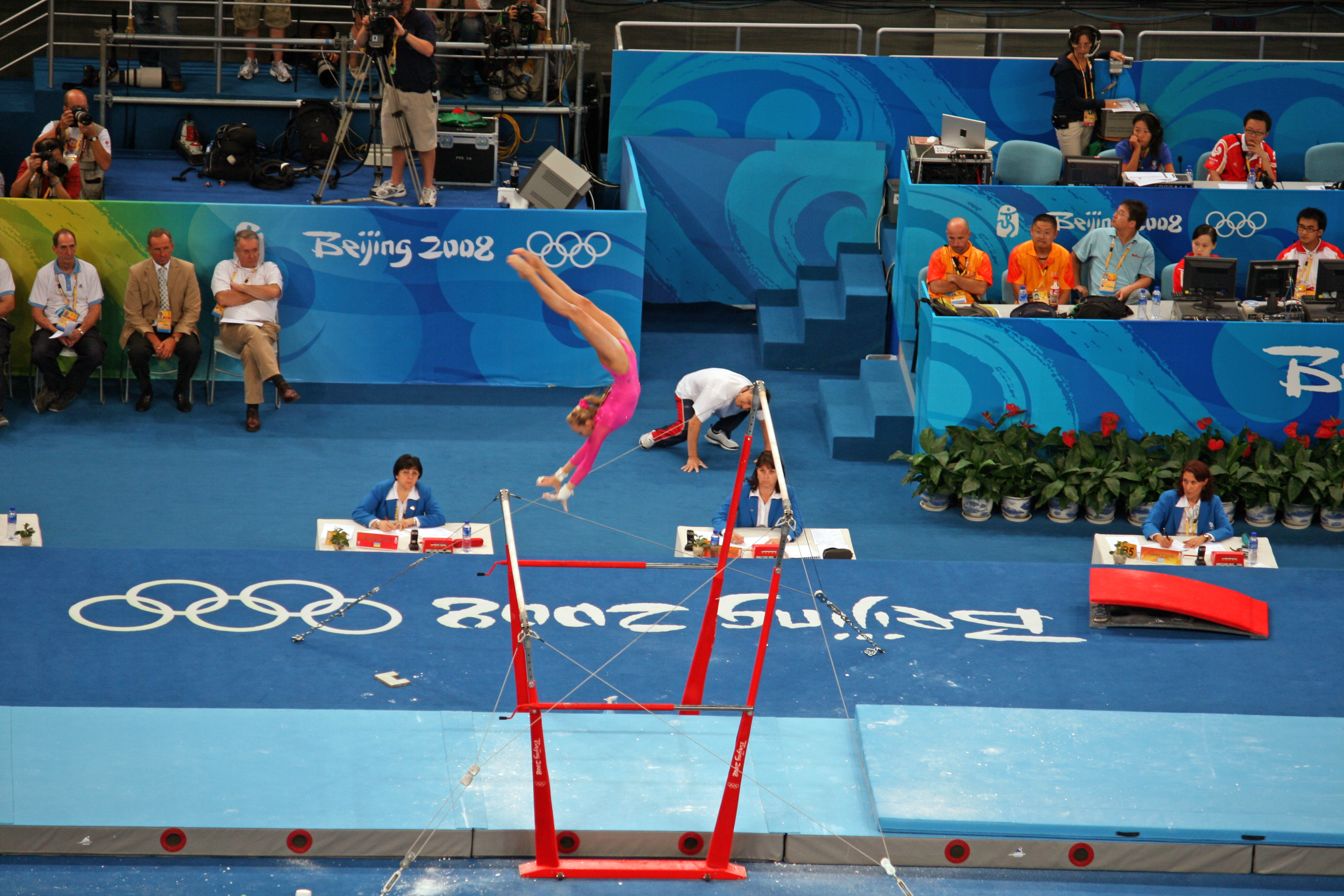
Nastia Liukin

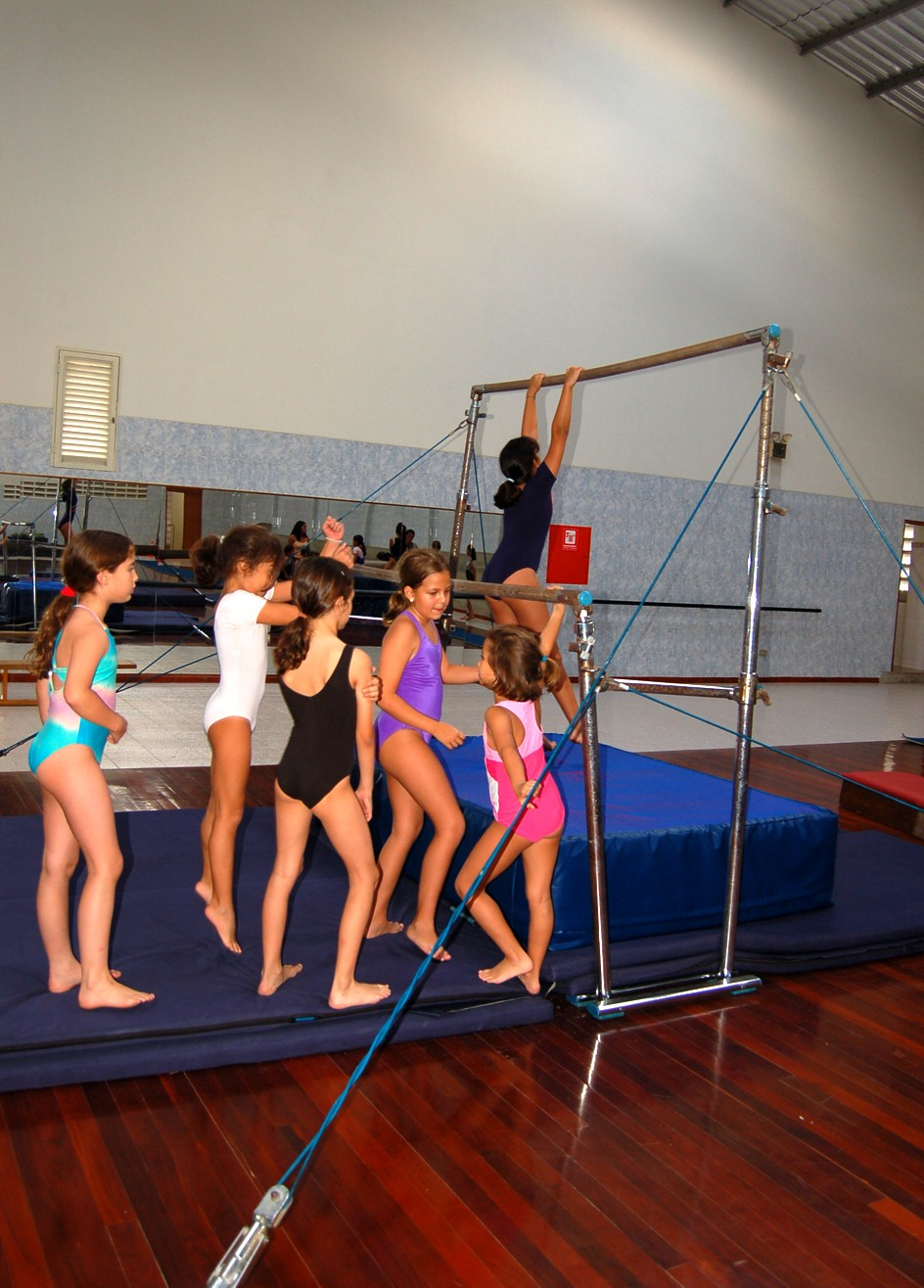
Xếp hàng tập luyện

Xà lệch là một thiết bị dùng cho thể dục nghệ thuật chuyên dành cho cho nữ vận động viên thể dục dụng cụ. Xà lệch được làm từ một khung thép. Các thanh xà được làm bằng sợi thủy tinh với gỗ bọc ngoài, hoặc ít phổ biến hơn là  gỗ.. Các thanh xà được đặt ở các độ cao và độ rộng khác nhau, cho phép vận động viên chuyển từ xà này sang xà kia.
Kích thước của các thanh được quy định bởi Liên đoàn Thể dục dụng cụ Quốc tế (Fédération Internationale de Gymnastique (FIG)):
- Chiều cao:
  - Thanh cao: 250 cm (8.2 ft)
  - Thanh thấp: 170 cm (5,6 ft)
- Đường kính của thanh: 4 cm (1.6 in)
- Chiều dài của các thanh: 240 cm (7,9 ft)
- Khoảng cách chéo giữa hai thanh, khác nhau: 130 cm (4.3 ft) đến 190 cm (6.2 ft) (có thể điều chỉnh)